# Torquay
Torquay (pronunciat /tɔːrˈkiː/) és una població litoral del comtat de Devon, Anglaterra. Administrativament forma part de l'autoritat unitària de Torbay. Es troba a 29 km al sud d'Exeter i a 45 km de Plymouth, al nord de la badia de Tor. En el cens del 2011 tenia 65.245 habitants, aproximadament la meitat del total de la població de tot el districte de Torbay.
L'activitat econòmica fins al segle xix es basava en la pesca i l'agricultura. Des de les guerres napoleòniques, la Royal Navy va emprar la badia de Torquay per ancorar els seus vaixells. Més tard l'aristocràcia de l'Era Victoriana la va visitar i el turisme va passar a ser el principal recurs econòmic. Pel fet del seu clima temperat va rebre el sobrenom de Riviera anglesa, expressió que la compara amb Montpeller, centre de la Riviera francesa.
Torquay és on va néixer i viure alguns anys l'escriptora Agatha Christie. A la ciutat hi ha un itinerari amb plaques dedicades a retre homenatge a la vida i obra d'aquesta escriptora.

## Toponímia
El nom de Torquay es va originar per ésser el quay («moll») d'una antiga vila anomenada Torre. El nom d'aquella vila, Torre, deriva de tor, que és el nom anglès d'un tipus de formació geològica semblant a un penyal. Al principi es va dir Torrequay, i amb el temps va passar a Torkay, Torkey i Tor Quay unint-se finalment en Torquay.

## Història

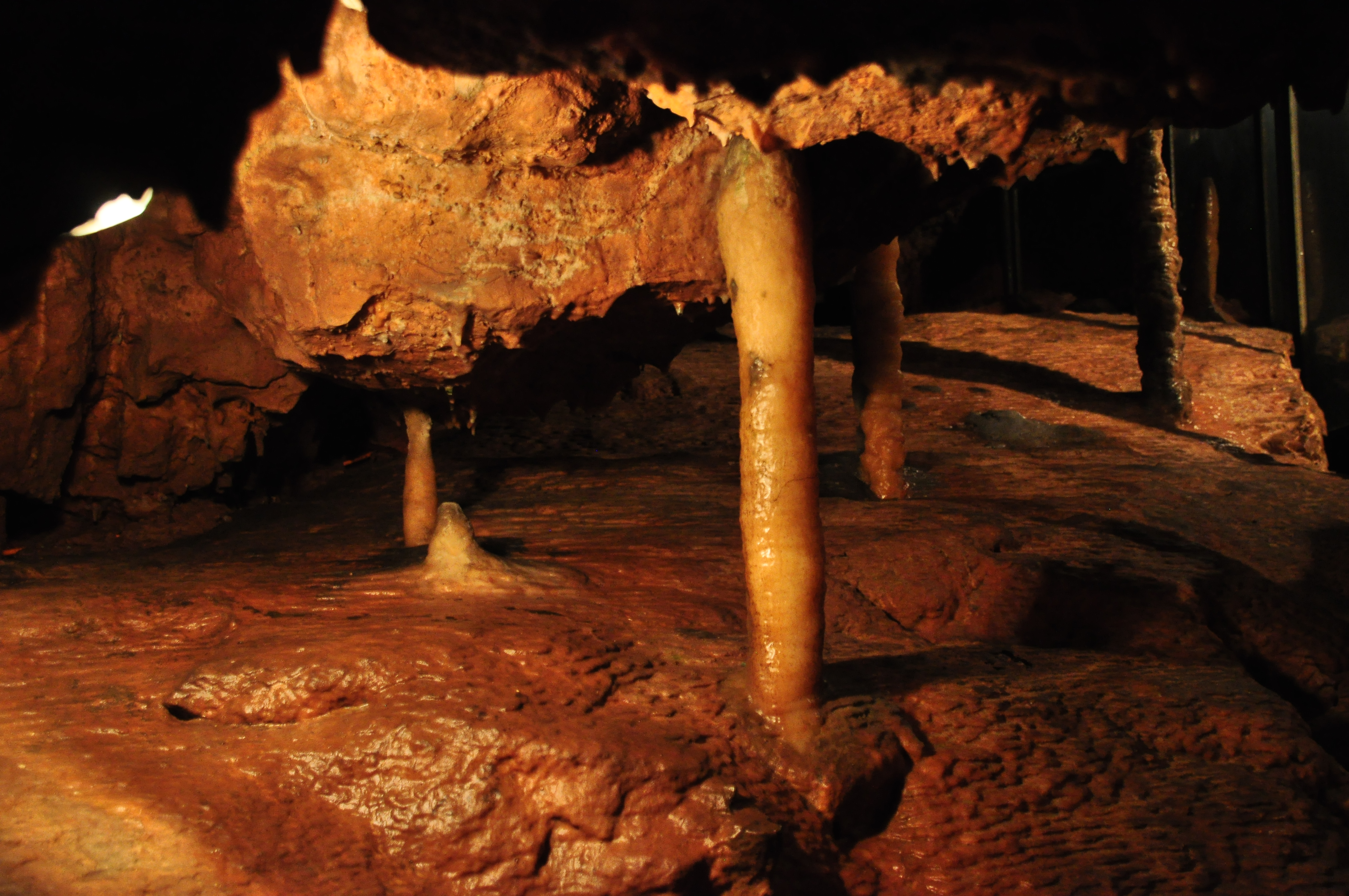
Cavernes Kent, Torquay

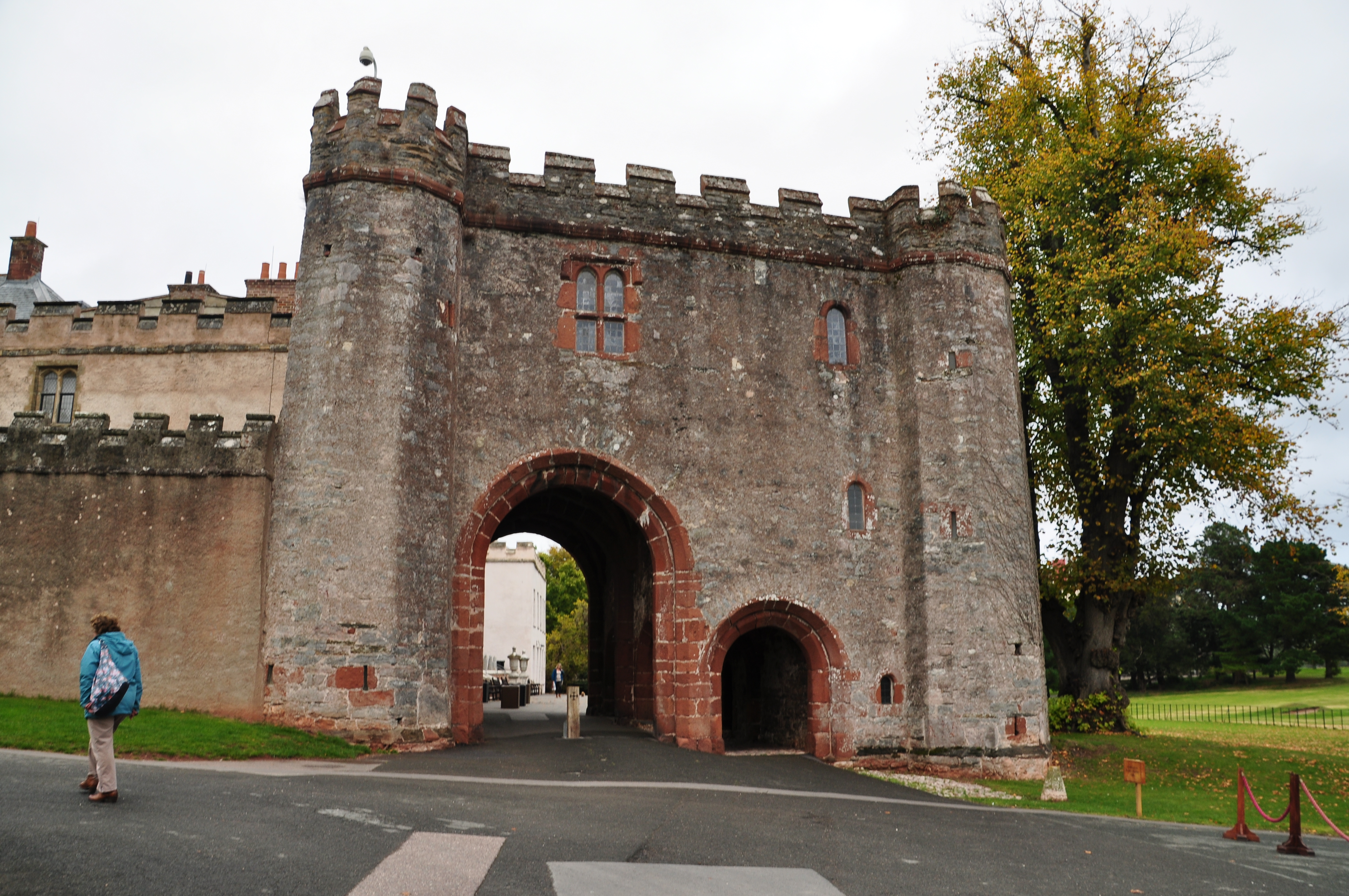
Restes de la muralla que donava accés a Torre Abbey.

Aquesta zona estava ja habitada en el Paleolític. S'han trobat destrals de mà a la gruta anomenada Cavernes Kent, i un fragment de maxil·lar, que podien ser l'exemple més antic d'un homínid moderen a Europa, datat de fa 37.000–40.000 anys.

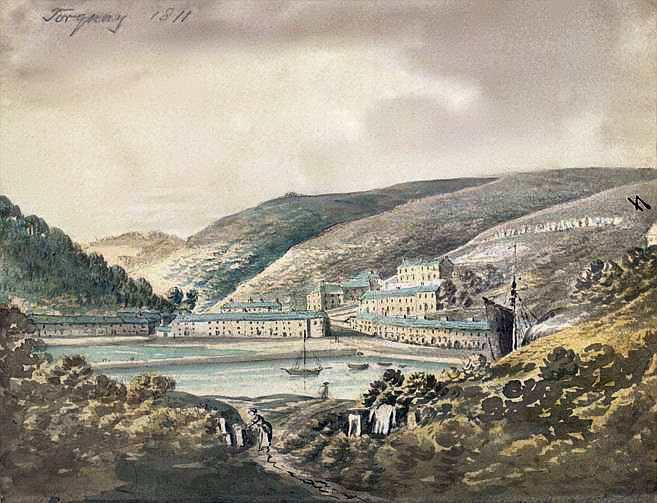
Torquay, 1811

L'edifici més antic de la ciutat és Torre Abbey, un monestir fundat el 1196. Torquay va romandre com un assentament menor fins a les guerres napoleòniques, quan l'armada britànica va escollir aquest lloc per ancorar els seus vaixells. Els familiars dels oficials de la marina es van sentir atrets pel bon clima, s'hi van instal·lar i van atreure nous residents. Els metges recomanaven anar a aquesta zona per recuperar-se de malalties relacionades amb refredats i va esdevenir una ciutat balneari. La seva població va passar de 838 habitants el 1801 i a 11.474 el 1851.
La segona fase d'expansió va començar el 1848, amb la inauguració de l'estació de ferrocarril. El 1859 es va construir una segona estació, més cèntrica. L'augment de la població va fer que la ciutat aconseguís l'estatus de borough l'any 1872. El turisme de platja va augmentar, on ara està l'oficina de salvaments  Royal National Lifeboat Institution va ser la cala on es banyaven les senyores entre el 1876 i el 1923. Es va muntar un balneari amb un passeig amb cafeteries a prop del port, sobre el turó de Beacon Hill, el van anomenar Bath Saloons complex, amb piscines a l'aire lliure i es va inaugurar el 1853.

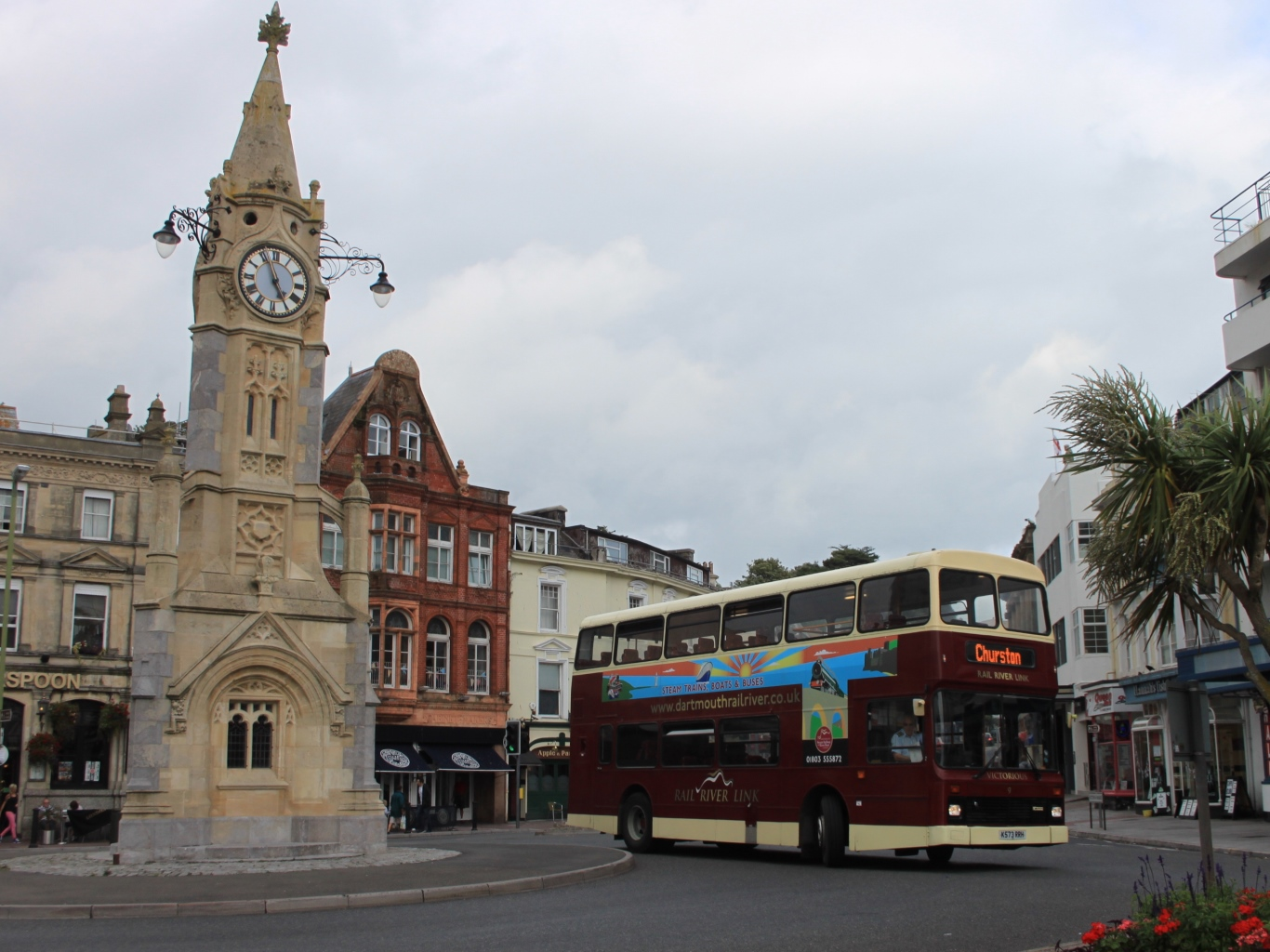
La torre del rellotge en una rotonda.

Durant la primera i Segona Guerra Mundial va ser un lloc de convalescència per als ferits de guerra. El setembre del 1915 el rei Jordi V i la reina Maria van visitar la ciutat. Acabada la guerra, la companyia de ferrocarrils Great Western Railway va fer una campanya promocional per atreure més turistes a Torquay.
Va ser seu dels llocs on es van fer esports aquàtics dels Jocs Olímpics d'Estiu de 1948. Després de la segona guerra mundial es van començar a construir blocs d'apartaments que van fer canviar molt l'aspecte de la ciutat. L'any 1971, després d'una tragèdia, el balneari es va demolir i al seu lloc es va fel un complex vacacional anomenat Coral Island, que té unes arcades de ciment al pis superior que imiten la figura d'un vaixell de creuers.
Avui en dia, és una població molt visitada per estudiants adolescents de la llengua anglesa, i això fomenta molt el seu turisme elevat.

## Administració
Torquay forma part del districte de Torbay, que es una administració del tipus autoritat unitària. Torquay va ser la capital d'aquest districte, situat dins el comtat de Devon el 1974, any en què es van unir sota una mateixa administració les ciutats de Torquay, Paignton i Brixham. Històricament pertanyent al comtat de Devon, Torbay va esdevenir autoritat unitària des de l'1 d'abril del 1998. El districte està constituït per 11 zones electorals o wards, i 7 representants són escollits a Torquay. Les oficines del districte estan al mateix edifici de l'ajuntament de Torquay.

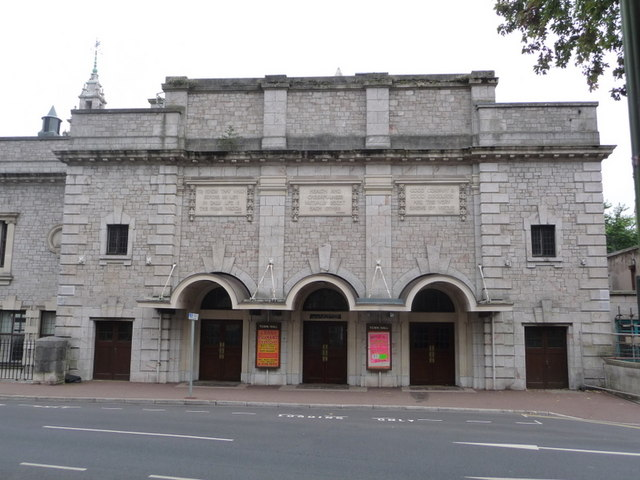
Ajuntament de Torquay

La ciutat de Torquay és un conjunt de nuclis de població que es van unir amb el pas del temps. El centre històric és la unió del que ara són els barris de: Tormohun (antigament dit Tormoham), Wellswood, The Warberries, Upton i Ellacombe, tots ells ocupen el lloc on abans estaven les finques de la família Palk. L'any 1900 Chelston i Livermead, que eren part d'una finca de la família Mallock anomenada Cockington. Tot seguit la ciutat va annexar la vila de St Marychurch. En aquell període St Marychurch abastava els barris de Plainmoor, Watcombe, Babbacombe i Kingskerswell. L'any 1928 les darreres propietats dels Mallocks es van integrar dins els límits de Torquay. Al llarg del segle XX es va continuar expandint i van sorgir els barris de Shiphay, Hele Village, Barton i, des de la dècada del 1990 també The Willows. Des del 2010 s'han afegir Edginswell, Kingskerswell i la zona entre Maidencombe fins a Gabwell.
Wellswood i Lincombes són els barris on estan les cases construïdes per la gent rica de l'època victoriana.

## Geografia

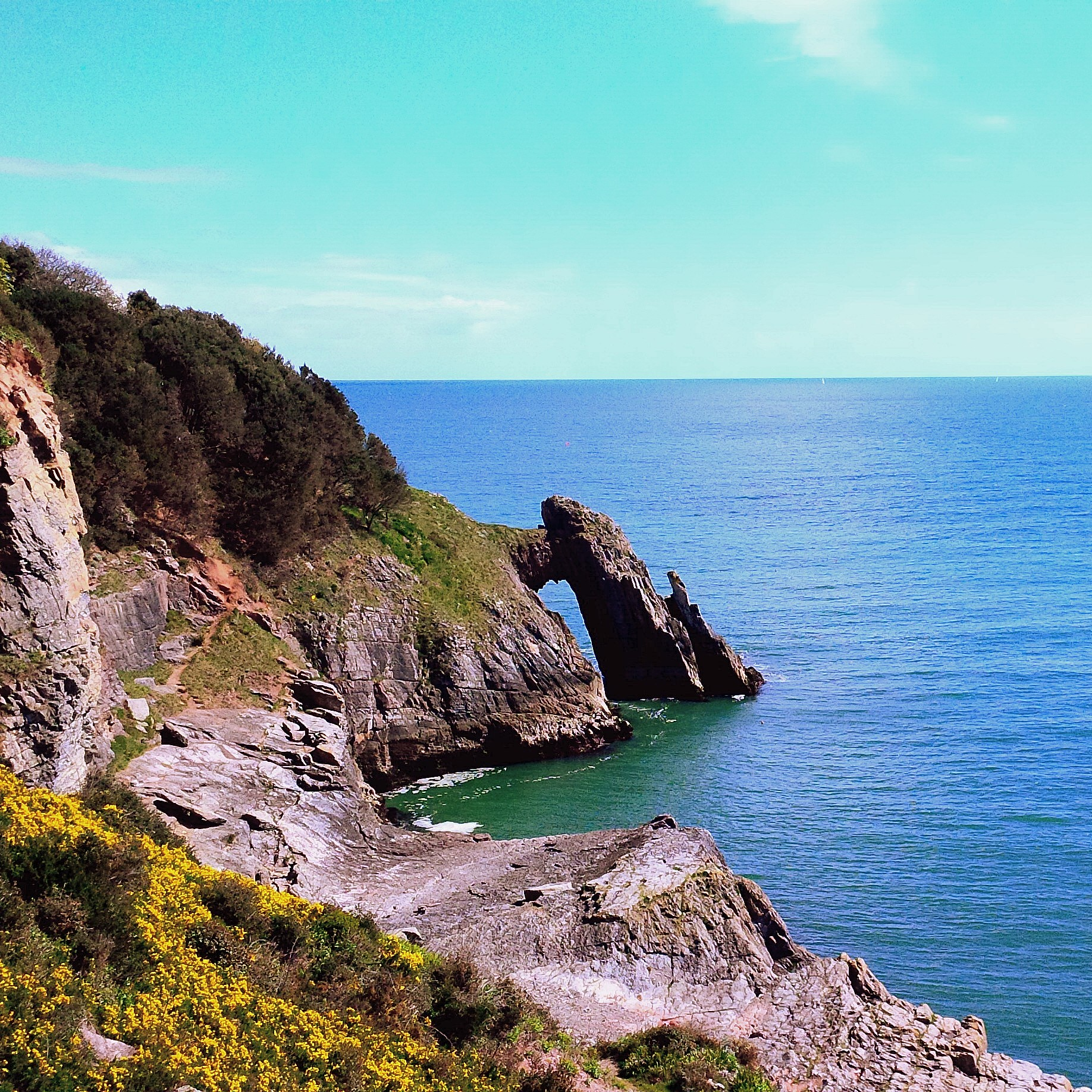
Penya-segat a Torquay

Torquay està situada la banda oest d'una badia, al sud-oest de la costa anglesa, i el litoral és un terç del seu territori. La geologia d'aquest indret va fer de Torquay una cantera a cel obert. El paisatge que va donar origen al seu antic nom (tor) és el resultat d'anys d'extracció de pedra. Les platges estan protegides per penya-segats, les principals són: Oddicombe Beach, Meadfoot Beach, Maidencombe, Watcombe, Babbacombe Beach, Anstey's Cove, Redgate, Torre Abbey Sands, Corbyn Sands i Institute Beach, i Hollacombe. Les dues primeres van obtenir la bandera blava l'any 2012.
La sendera anomenada Sticklepath va des de la badia de Bideford fins a Torquay, i passa per una de les moltes falles geològiques de la zona; la línia de ferrocarril Babbacombe Cliff Railway passa per aquest lloc i ofereix vistes espectaculars de la costa i les falles.
En els jardins de les vil·les victorianes de la ciutat hi creixen espècies vegetals pròpies del clima mediterrani que van portar els seus rics propietaris, com els llorers,Laurus nobilis, diversos tipus de palmeres, Phormiums i el Cordyline australis. Alguns arbres procedeixen des de Nova Zelanda i s'han mantingut eixerits des de l'any 1820 quan van ser trasplantats. El tipus de sòl de la zona és alcalí i ben drenat.

## Clima

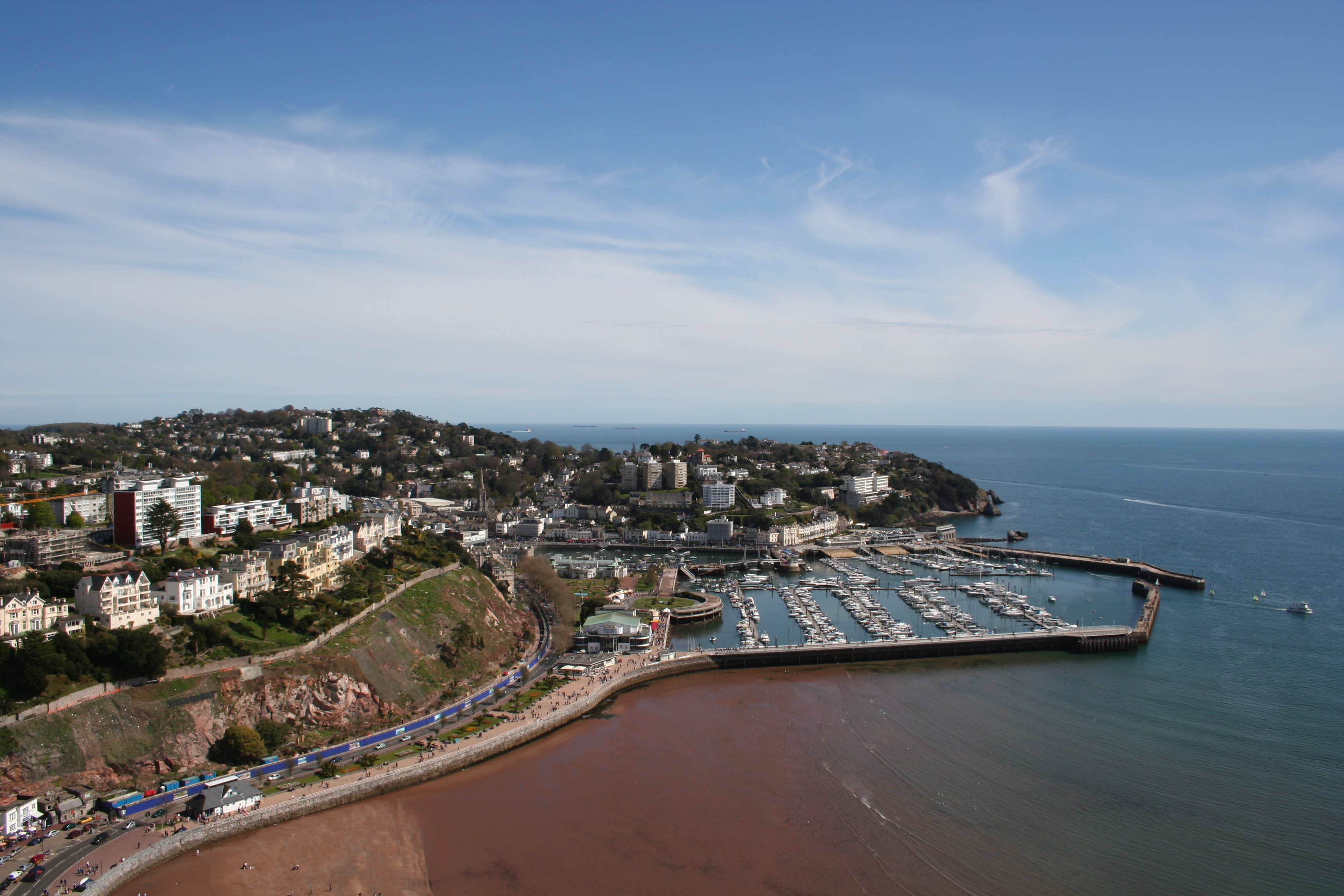
Vista aèria del port de Torquay

Torquay està situada a la costa sud-oest d'Anglaterra. Té un microclima suau i rep les majors hores d'insolació del Regne Unit, els hiverns tendeixen a ser suaus i humits. La temperatura mínima absoluta, −8.9 °C, es va enregistrar el 1940 i també el 1947. La temperatura màxima que s'ha assolit és 31.5 °C i va ser el 14 de juliol del 2013 a les 5:30 pm, però amb l'alt grau d'humitat que hi havia la sensació de calor va ser molt superior.

## Economia

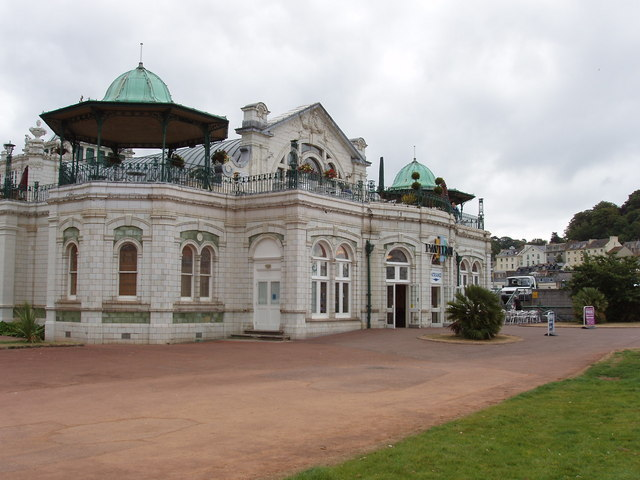
Torquay Pavilion, part d'un hotel victorià.

L'any 2001, la taxa de gent en atur a Torquay va pujar fins al 6,8%, molt elevada si es compara amb el 3,9% del comtat de Devon, o amb el 5% d'Anglaterra. El fet de tenir una economia basada en el turisme, sector que s'ha vist afectat per la crisi econòmica dels països occidentals, ha contribuït ha aquesta xifra d'atur, però també el sector industrial ha anat en davallada.
Hi havia molts ciutadans que treballaven al centre Pontins (hotel i apartaments), però va tancar. Una altra empresa important era Suttons Seeds (productes d'horticultura) que va ser traslladada a la veïna Paignton el 1998. També l'empresa Beverage Brands (begudes alcohòliques), fabricant de la marca de vodka WKD que es va fer famosa per un controvertit anunci publicitari, va canviar de lloc l'any 2011.

## Esports
Torquay té una llarga tradició en organitzar competicions de navegació i regates per la seva badia de cara al vent favorable de l'est, que es la fer popular als segles XIX i XX. L'any 1948 encara es va fer més popular amb el trasllat de la torxa olímpica des de Londres per indicar que era seu dels jocs d'aquell any.
A la ciutat hi ha un equip de futbol que participa en la lliga nacional, el Torquay United F.C.. El seu estadi està a Plainmoor i no ha passat mai de la tercera categoria. El Torquay United va ascendir de la  Conference Premier quan el 2009 va guanyar la final a Wembley.
A més hi ha tres equips de futbol que participen en la lliga de Devon Sud: Hele Rovers, Kingskerswell & Chelston i Upton Athletic, all of whom compete in the South Devon League.
El rugbi també té aficionats: un dels dos equips locals es diu Torquay Athletic Rugby Football Club, que competeix en la lliga dels comtats de l'oest, que està sis lligues per sota de la Guinness Premiership. L'altre es diu Devon Sharks i juga en la mateixa lliga que l'altre.
Hi ha dos clubs d'atletisme, el Torbay Athletic i el Torbay Triathlon Club, que fan servir per entrenar el centre esportiu Torre Valley North. En quest centre hi ha una pista d'herba per a córrer de 400m de llargada, també hi ha una pista per a practicar el salt de llargada, i un cercle de ciment per al llançament de pes, més un pavelló per a gimnastes. En els mesos d'hiverns els atletes fan servir l' English Riviera Centre. A Torquay s'organitza anualment una mitja marató que surt des de Paignton. Una altra cursa anual és la Torbay 10K que fa servir la carretera de Torquay a Paignton.
A Torquay es va celebrar l'any 2003 el World Snooker European Open a l'hotel Palace, que va tenir com a guanyador Ronnie O'Sullivan. El mateix any i al mateix hotel es va fer World Snooker Championship Qualifiers. Darrerament el lloc s'ha fet popular entre els aficionats a la motonàutica i s'han celebrat diversos campionats en diferents categories.

## Torquay en la cultura anglesa

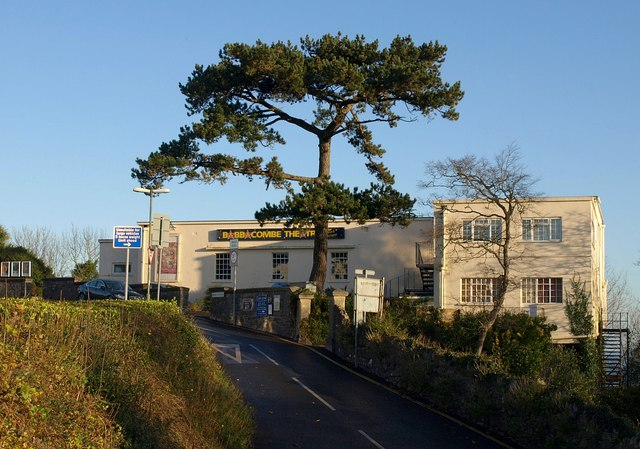
Teatre Babbacombe.

En l'època dels inicis del cinema, a Torquay van sorgir dues companyies productores: Cairns Torquay Films i Torquay And Paignton Photoplay Productions, entre ambdues van produir tres pel·lícules durant l'any 1920. Recentment s'ha creat una nova, Devon Films, que té les seves oficines a Torquay. Auesta companyia va produir el 2007 Stepdad, amb l'actor Ricky Tomlinson com a protagonista; film que es va presentar al Festival de Cannes. Una altra pel·lícula, Snappers, s'ha fet a Torquay, amb la participació de l'actriu Caroline Quentin, Bruce Jones i altres actors destacats, que es va veure per la televisió britànica el març del 2009.
El teatre Princess, que està davant del port, és un edifici propietat del Consell de Torbay Council i exhibeix obres produïdes pel grup ATG (Ambassador Theatre Group). Antigament va ser propietat de l'empresa Live Nation Theatres, que va vendre els seus drets a ATG per 100 milions de lliures l'any 2009. Té 1.500 seients i és el teatre més gran de Torquay. El Princess es lloga per altres funcions a banda de les teatrals, com ara per celebrar casaments o donar conferències. La companyia TOADS Theatre Company gestiona el Little Theatre situat al barri de Meadfoot aprofitant l'edifici de l'antiga església de sant Mark. El tercer teatre de Torquay és el Babbacombe, situat a Babacombe Downs, que té una temporada d'actuacions que dura nou mesos.
Un gran nombre d'esquetxos del grup Monty Python (1969-73) es van filmar a Torquay i a la veïna Paignton.
La mansió victoriana on va néixer l'escriptora Agatha Christie estava al barri d'Ashfield, però va ser demolida el 1961 per fer l'ampliació del South Devon College. En aquest lloc el 2007 es va col·locar una placa commemorativa.

## Persones il·lustres
| Persones notables nascudes a Torquay | Persones notables nascudes a Torquay    |
| ------------------------------------ | --------------------------------------- |
| 1821                                 | Richard Burton, explorador i lingüista  |
| 1867                                 | Percy Fawcett, arqueòleg i explorador   |
| 1872                                 | Alfred Mistowski, músic                 |
| 1890                                 | Agatha Christie, novel·lista            |
| 1937                                 | Peter Cook, escriptor                   |
| 1947                                 | Martin Turner, fundador de Wishbone Ash |
| 1949                                 | Roger Deakins, cineasta                 |
| 1972                                 | Miranda Hart, actriu                    |
| 1973                                 | Penny Mordaunt, política britànica      |
| 1983                                 | Lauren Pope, DJ, model i empresari.     |
| 1988                                 | Lily Cole, model i actriu               |